# شهاب الدين الأذرعي
الشيخ الإمام العالم شهاب الدين أبو العباس الأذرعي الشافعي، وهو أحمد بن حمدان بن أحمد بن عبد الواحد بن عبد الغني بن محمد بن أحمد بن سالم بن داود بن يوسف بن جار. (ولد في إحدى الجمادين من سنة 709هـ - وتوفي 783هـ) نزيل حلب، شيخ البلاد الشمالية، وفقيه تلك الناحية، ومفتيها، والمشار إليه بالعلم فيها.

## علمه
سمع من القاسم بن عساكر، والحجار، وعلي بن عبد المؤمن الحارثي، وقرأ بنفسه على المزي والذهبي، وكان يعجبان بقراءته، وأجاز له جماعة من أهل دمشق ومن مصر، وأخذ الفقه عن شيوخ دمشق، وغيرهم.

## قالوا عنه
- ابن حجر العسقلاني: «أمتع الله ببقائه، واشتهرت فتاويه في البلاد الحلبية»[1]
- ابن قاضي شهبة في طبقات الشافعية: «وشاعت فتاويه في الآفاق»[1]

تفقه بدمشق على العلامة تقي الدين السبكي، وبالقدس على الإمام تقي الدين أبي الفداء إسماعيل بن علي بن الحسين القلقشندي،  وسمع على الصدر عبد المؤمن بن عبد العزيز النصفَ الأول من الرسالة للشافعي أو أكثر من ذلك، وحدث به، وأخذ عن ابن النقيب، وابن جملة،  ورجع إلى دمشق ولازم الفخر المصري، وهو الذي أذن له في الإفتاء، وشهد له بالأهلية عند السبكي، وبرع في المذهب، ثم قدم حلب نائباً في القضاء عن قاضي القضاة نور الدين أبي عبد الله محمد الصائغ الشافعي بعد سنة أربعين وسبعمائة، فسكن بالمدرسة العصرونية، ثم ترك نيابة الحكم واستمر يشغل ويفيد ويفتي ويصنف ويدرس، وانتفع الناس به وبفتاويه، ورُحل إليه من البلاد

## تصانيفه
وصنف كتباً منها: 
- التوسط والفتح بين الروضة والشرح - في نحو عشرين مجلداً [1][2]
- شرح المنهاج للنووي شرحين مفيدين: سمى أحدهما القوت في عشر مجلدات والآخر الغنية أصغر من القوت، [1][2]
- اختصر الحاوي للماوردي، [1][2]
- كتب على المهمات (التنبيهات على أوهام المهمات) ولم يكمله، في نحو ثلاث مجلدات، وصل فيه إلى الطلاق، .[1][2]
- التوسطَ والفتح بين الروضة والشرح[1]
- له أسئلة سأل عنها قديمًا الشيخ تقي الدين السبكي تدعى «المسائل الحلبيات»، وهي في مجلد مشهور، [1]
- له أسئلة على التوشيح وغير ذلك، [1]
- وتعقب على «المهمات» للإسنوي، وكتبه مفيدة، وهو ثقة ثبت في النقل،

وكثير من الكتب التي نقل عنها قد عدمت، فأبقى الله تعالى ذكرها بنقله عنها، وكان سريع الكتابة، مُطَّرِح النفس، كثير الجود، صادق اللهجة.

## خلقه
قدم القاهرة بعد موت الإسنوي، وأخذ عنه بعض أهلها، ثم رجع، ورحل إليه من فضلاء المصريين: الشيخ بدر الدين الزركشي الذي كتب بخطه: «رحلتُ إليه سنة 763 هـ فأنزلني داره، وأكرمني، وحباني، وأنساني الأهل والأوطان»، والشيخُ برهان الدين البيجوري، وكتب عنه شرح المنهاج بخطه، فلما قدم دمشق أخذ عنه بعض الرؤساء. وذكر بعض المشايخ أنه كان يكتب في الليل كراسًا تصنيفًا، وفي النهار كراسًا تصنيفًا لا يقطع ذلك، وكان فقيه النفس لطيف الذوق كثير الإنشاد للشعر وله نظم قليل، وكان ذا فهم ثاقب، وفكر دقيق، وله تصنيفات عجيبة، وكان يقول الحق، وينكر المنكر، ويخاطب نواب حلب بالغلظة، وكان محبًا للغرباء، محسنًا إليهم، معتقدًا لأهل الخير، كثير الملازمة لبيته، لا يخرج إلا لضرورة، وكان كثير التحري في أموره، وقالوا: إنه كان يأخذ العقد على أصحابه أنهم لا يلون القضاء، وشاعت فتاويه في الأفاق مع التوقي الشديد خصوصًا في الطلاق، وكان عَسِرًا في الإذن في الإفتاء لم يأذن إلا لجماعة يسيرة.

## وفاته
توفي في جمادى الآخرة سنة ثلاث وثمانين وسبعمائة بحلب، ودفن خارج باب المقام تجاه تربة ابن الصاحب. ولا يزال قبره موجوداً، وقد رُمم عام 1312هـ كما هو مدون عليه، وكتب على القبر: «هذا مرقد العالم العامل، والولي الصالح الفاضل، الإمام أحمد الأذرعي، المكنى بأبي العباس، الشهير بشهاب الدين»، ثم دون تاريخ الترميم 1312هـ.